# Gëzim Kasmi
Gëzim Selman Kasmi (ur. 25 lipca 1942 w Tiranie, zm. 17 października 2016 tamże) – albański piłkarz, w latach 1963–1971 reprezentant Albanii.